# Carlo Esposito
Carlo Esposito (Napoli, 1902 – Roma, 1964) è stato un giurista italiano.

## Carriera accademica
Allievo di Santi Romano e Donato Donati, fu particolarmente dedito alle tematiche del diritto costituzionale; dopo essere diventato professore ordinario nel 1935 ha insegnato tale materia nelle università di Camerino, Macerata, Padova, Napoli e Roma. 
Nel 1952 diviene socio dell'Accademia dei Lincei. 
Tra i suoi allievi figurano Livio Paladin, Angel Antonio Cervati, Manlio Mazziotti di Celso, Salvatore Bartholini, Alessandro Pace, Giuseppe Ugo Rescigno, Pierfrancesco Grossi.

## Pensiero
Secondo Carlo Esposito, il sistema giuridico trova la propria chiusura e determinazione nel diritto vivente, inteso però non come mera prassi del fatto, bensì con la mediazione della consuetudine, attraverso la quale si ha l'emancipazione dalle circostanze contingenti al diritto e la sua oggettività. Di qui la conclusione, secondo Antonio D'Atena, che Esposito possa essere annoverato tra gli esponenti del realismo giuridico.
Esposito afferma che la pretesa di leggere la consuetudine attraverso le categorie del diritto scritto è un errore diffuso, che porta al fraintendimento di entrambi. Non è infatti in base al diritto scritto che si può comprendere la consuetudine, ma è la consuetudine che porta alla comprensione di esso.
Il diritto consuetudinario possiede infatti i medesimi elementi essenziali dell'ordinamento giuridico, a cominciare dall'effettività. Un ordinamento, infatti, o è effettivo, o non esiste: tali considerazioni valgono anche per la consuetudine.
Un altro elemento condiviso da consuetudine e diritto scritto è l'obbiettività; i comportamenti umani possono pure nascere da moventi concreti e ragioni pratiche, ma è anche vero che, alla nascita della norma, il progresso della sua emancipazione perviene al suo momento terminale, e le norme diventano indipendenti da tali cause contingenti.
Il terzo elemento in comune è costituito dal carattere autofondativo. Le consuetudini possono infatti anche affermarsi contro le norme, ma ciò vale per tutte le fonti, anche di diritto scritto, le quali in realtà non ricevono forza dalle norme sulle fonti. Secondo Esposito, anche la norma-base, la Grundnorm di matrice kelseniana, non è norma posta, bensì pre-supposta dall'interprete.
Ciò non vuol dire che le norme sulle fonti siano inutili, dal momento che grazie a loro l'ordinamento crea dei canali volti ad agevolare la produzione normativa, dando vita così ad una presunzione relativa di esecuzione e applicazione delle fonti legali.
Secondo Esposito ciò può esser ben dimostrato nelle fasi di collasso istituzionale, durante le quali tutte le disposizioni dell'ordinamento sono in contestazione e hanno perciò validità instabile; diviene allora la consuetudine il solo punto di riferimento in grado di orientare gli interpreti e i soggetti dell'ordinamento. La fine del collasso è pure dunque determinata dalla consuetudine, e non dalla Costituzione: è infatti la prima a determinare la cessazione dell'incertezza, confermando l'effettività delle norme costituzionali. Peraltro secondo il giurista le consuetudini in merito sarebbero confermative e non costitutive, potendo quindi gli effetti retroagire alla data dell'entrata in vigore dell'atto-costituzione.
Bisogna però anche nelle fasi a regime riconoscere il ruolo centrale della consuetudine; in tali fasi l'ordinamento non viene messo in discussione, dal momento che le sue norme sono mediamente osservate, ma mentre ciò può valere per le norme materiali, non vale per quelle strumentali (ossia sulle fonti), dal momento che la loro trasgressione metterebbe in crisi le fonti da esse contemplate.
La conclusione a cui Esposito perviene è che il diritto obiettivo esiste in virtù non delle (sole) norme sulle fonti, ma per combinazione fra esse e la consuetudine, se non esclusivamente per effetto di quest'ultima. Ciò non vuol dire aderire alle teorie del diritto senza fonte, ma affermare che le norme sulla produzione abbiano dunque fondamento consuetudinario.

## Opere essenziali
- Organo, ufficio e soggettività dell'ufficio (1932)
- La validità delle leggi (1934; 2ª ed. 1964)
- Lo stato e la nazione italiana (1937)
- La rappresentanza istituzionale (1940)
- La costituzione italiana (1954).